# Historia mego wieku i ludzi, z którymi żyłem
Historia mego wieku i ludzi, z którymi żyłem – pamiętnik Franciszka Karpińskiego pisany w latach 1801–1822.
Pierwsza publikacja pamiętnika miała miejsce w 1844, zaś ostateczna redakcja ukazała się w 1897. Pamiętnik ma charakter autobiografii pokazującej duchowy i artystyczny portret pisarza. Taki typ pamiętnikarstwa, odwołujący się do Wyznań Jana Jakuba Rousseau, Podróży sentymentalnej Laurence'a Sterne'a i powieści edukacyjnej, nie był wcześniej obecny w literaturze polskiej. Autor kreuje w pamiętniku swój wizerunek jako osoby cnotliwej i wrażliwej, dokonuje też jednak psychologicznej samooceny i subiektywnej oceny innych ludzi i wydarzeń. Przedstawia także życie prowincjonalnej szlachty i środowisk stołecznych. W tok wspomnień wplecione są humorystyczne anegdoty oraz sentencje i wskazówki moralne.
Rękopis pamiętnika spłonął w Bibliotece Krasińskich w Warszawie w 1944 roku. Drukiem wydano go w 1844 i 1987 roku. 